# Chivalry 2
Chivalry 2 è un videogioco di ruolo d'azione hack and slash sviluppato da Torn Banner Studios, pubblicato da Tripwire Interactive e Koch Media e da Deep Silver in formato fisico e distribuito da PlayStation Network, Xbox Network, Epic Games Store e Humble Bundle su PlayStation 4, PlayStation 5, Xbox One, Xbox Series X e Series S e Microsoft Windows nel 2021. Il gioco è un sequel di Chivalry: Medieval Warfare, uscito nel 2012.
Il gioco presenta quattro modalità differenti nelle quali due fazioni di cavalieri, gli Agatha e i Massoni, si scontrano gli uni contro gli altri in violente battaglie terrestri per il dominio su un territorio, come castelli, fortezze, foreste e villaggi.
Il gioco ha riscosso un buon successo generale, ricevendo recensioni positive e valutazioni prevalentemente alte da parte della critica settoriale, che ne ha elogiato il sistema di combattimento e le ambientazioni ma ne ha criticato il comparto tecnico e il sistema di bilanciamento dei duelli.

## Modalità di gioco
Chivalry 2 è un videogioco di ruolo d'azione hack and slash con una prospettiva in prima o in terza persona in cui il giocatore veste i panni di un cavaliere medievale che, assieme ad altri cavalieri, si muove attraverso campi di battaglia prendendo parte a combattimenti su vasta scala contro i cavalieri nemici, controllati da altri giocatori.
Prima di avviare la partita, il giocatore deve selezionare una tra le quattro classi di personaggi disponibili (avanguardia, cavaliere, valletto, arciere), suddivise nelle rispettive dodici sottoclassi, ognuna delle quali può essere personalizzata e possiede caratteristiche distintive che influiscono sulla quantità di salute, la resistenza e la velocità del personaggio e sull'equipaggiamento predefinito. Le barre della vitalità e dell'adrenalina del personaggio giocante si rigenerano automaticamente con il tempo. Giocando è possibile guadagnare dell'oro o delle corone (valuta di gioco), utilizzabili per acquistare pezzi di equipaggiamento a scopo puramente estetico, mentre al progredire di un personaggio di una delle classi vengono sbloccati dei nuovi oggetti. È possibile recuperare le armi o gli scudi di cavalieri caduti sul campo di battaglia per sostituirli a quelli iniziali, oppure rifornire il proprio equipaggiamento grazie ad alcuni forzieri sparsi per le ambientazioni.
Durante i combattimenti corpo a corpo il personaggio giocante può ferire il nemico utilizzando tre attacchi da mischia basici: fendente verticale, fendente orizzontale e affondo, che il giocatore può concatenare tra loro e, con il giusto tempismo, aumentare la velocità dei colpi, oppure respingere quelli nemici effettuando parate e contrattacchi. Dopo aver avviato un attacco, premendo l'apposito pulsante il giocatore può dirigerlo verso un certo punto dell'armatura dell'avversario, infliggendogli una certa quantità di danno o mettendolo direttamente fuori combattimento, per esempio atterrandolo, decapitandolo o tagliandogli un arto. È inoltre possibile utilizzare armi da lancio (come coltelli o pugnali) oppure a distanza (come archi e frecce o balestre) per danneggiare i nemici da lontano. Il giocatore può inoltre usufruire di diverse abilità aggiuntive, come il "corno di guerra", le bombe incendiarie e delle barricate difensive, per ottenere un vantaggio sugli avversari in situazioni di difficoltà: ad esempio, il corno di guerra permette di rigenerare la vitalità del personaggio giocante, le bombe incendiarie permettono di dare fuoco ai nemici facendogli perdere salute gradualmente e infiammare un'area del livello ristretta, mentre le barricate difensive fungono da riparo dalle frecce o da attacchi a distanza.
Il gioco include in tutto quattro diverse modalità: in Deathmatch è possibile affrontarsi in due squadre da sessantaquattro giocatori, oppure scontrarsi con gli altri giocatori nella modalità tutti contro tutti; nella modalità Rissa quaranta cavalieri si scontrano tra loro usando armi non convenzionali, come mattarelli, zampe di tacchino, fette di pane, pesci, sedie e bottiglie; in Obiettivo di squadra una squadra deve irrompere nel territorio della squadra avversaria e perseguire diversi obiettivi a seconda della mappa: in alcuni casi, una volta assaltato il territorio dell'avversario, viene richiesta l'eliminazione di un bersaglio tra le file nemiche o la distruzione di villaggi o di scortare un alleato fuori dal territorio nemico, e infine di uccidere tutti i nemici rimanenti. Ogni fase della partita ha un limite di tempo prestabilito e se gli invasori non completano gli obiettivi entro questo tempo la partita sarà vinta dai difensori.

## Sviluppo
Lo sviluppo del gioco è iniziato nel 2017 presso l'azienda canadese Torn Banner Studios. Gli sviluppatori hanno dichiarato che alcuni aspetti del gioco sono parzialmente ispirati ad alcuni film e serie televisive, come Monty Python e il Sacro Graal, Il Trono di Spade, Il Signore degli Anelli, Braveheart e 300, come per esempio la modalità Obiettivo di squadra, che lo sviluppatore ha descritto come "un'esperienza fluida e cinematografica". Riguardo al gioco, il presidente di Torn Banner, Steve Piggott, ha dichiarato:

## Distribuzione
Il gioco è stato annunciato per la prima volta da Tripwire Interactive all'Electronic Entertainment Expo 2019 durante il PC Gaming Show. Dal 23 al 26 aprile 2021 è stata resa disponibile una beta chiusa riservata esclusivamente ai beta tester, mentre dal 27 maggio al 1º giugno 2021 è stata resa disponibile una beta aperta del gioco; durante la beta chiusa era possibile provare le modalità Obiettivo di squadra, Deathmatch a squadre e Tutti contro tutti nello scenario Assedio di Rudhelm e le classi di personaggi principali e le relative sottoclassi, mentre la beta aperta dava accesso al gioco multipiattaforma e a contenuti più ampi, come: gli scenari La battaglia della foresta oscura, Il massacro di Coxwell, La battaglia di Wardenglade e Campi da torneo; la personalizzazione completa; server da sessantaquattro e da quaranta giocatori; dei server speciali configurati (solo PC); la possibilità di creare dei "party" con più giocatori che giocano dalla stessa piattaforma. Il gioco è stato infine pubblicato l'8 giugno 2021.
A due mesi dall'uscita, il 17 agosto 2021, è stato annunciato sul profilo Twitter ufficiale del gioco che Chivalry 2 ha venduto ufficialmente 1 milione di copie e ciò lo rende il videogioco più venduto di Torn Banner.

## Accoglienza
| Testata                          | Versione            | Giudizio |
| -------------------------------- | ------------------- | -------- |
| Metacritic (media al 12-12-2021) | PS4                 | 66/100   |
| Metacritic (media al 12-12-2021) | PS5                 | 85/100   |
| Metacritic (media al 12-12-2021) | XBSXS               | 81/100   |
| Metacritic (media al 12-12-2021) | Windows             | 82/100   |
| Electronic Gaming Monthly        | XBSXS               | 3/5      |
| Everyeye.it                      | PS5                 | 8/10     |
| Hardcore Gamer                   | Windows             | 3,5/5    |
| IGN                              | PS5, XBSXS, Windows | 9/10     |
| IGN (ITA)                        | PS5                 | 8/10     |
| IGN (POR)                        | Windows             | 8/10     |
| Jeuxvideo.com                    | PS5, Windows        | 16/20    |
| Multiplayer.it                   | Windows             | 8/10     |
| NME                              | Windows             | 3/5      |
| PC Gamer                         | Windows             | 91/100   |
| Screen Rant                      | Windows             | 4/5      |
| Shacknews                        | Windows             | 9/10     |
| The Games Machine                | Windows             | 8,8/10   |

Il gioco è stato accolto in maniera buona, ricevendo recensioni positive e valutazioni alte da parte della critica specializzata, ma non da parte dei giocatori.
Electronic Gaming Monthly ha affermato che il gioco "è molto divertente quando funziona, grazie a un brutale e sanguinoso sistema di combattimento estremamente gratificante indipendentemente dall'abilità del giocatore, che, assieme alla varietà delle classi, riesce a dare al giocatore una motivazione in più per continuare a macellare gli avversari", definendolo come "un eccellente equilibrio tra accessibilità e complessità" e criticandolo per "la scarsa varietà delle mappe e i travolgenti problemi tecnici in particolare per le piattaforme di vecchia generazione", che lo renderebbero quindi "più frustrante di quanto dovrebbe essere". Secondo Everyeye.it, Chivalry 2 "ha segnato un netto passo avanti rispetto Medieval Warfare proponendo un gameplay che recupera e rifinisce gli stilemi del suo predecessore offrendo al pubblico un’esperienza viscerale, efficace e dannatamente divertente", sostenendo inoltre che "a discapito di qualche incertezza sia sul piano ludico che su quello tecnico, il gioco si dimostra capace di conquistare tanto i giocatori di vecchio corso quanto le nuove leve, tra le maglie di un gameplay appagante, sfaccettato e più tattico di quanto la natura scanzonata della produzione non lasci intendere". Riguardo al gioco, Hardcore Gamer ha affermato che "Chivalry 2 offre un'esperienza molto migliore del primo capitolo in quasi ogni aspetto, preservando la formula del sistema di combattimento che ha reso unico il predecessore ma con una spinta visiva che lo rende ancor più spettacolare", sostenendo che "assieme ai tratti distintivi che hanno portato Chivalry: Medieval Warfare al successo, Chivalry 2 conserva anche gli stessi problemi del suo antenato, ma nonostante questo non si riesce a smettere di giocare facilmente". IGN ha descritto il gioco come "uno spasso totale, che riesce a mantenersi interessante grazie agli obiettivi di gioco dinamici e divertenti al punto giusto", lodando il combattimento "elegante e saturato", affermando che quest'ultimo "colpisce quel punto debole inafferrabile tra divertimento stupido accessibile e gratificante" e che "nonostante la scarsa caratterizzazione visiva dei personaggi e alcuni problemi di equilibrio riscontrabili nelle mappe, è davvero difficile riuscire a mettere via questa cotta di maglia sudata"; le edizioni italiana e portoghese del sito invece hanno trovato che "nonostante le animazioni legnose e l'eccessivo caos che talvolta impedisce di godersi il gameplay, il gioco rappresenta un bel tuffo nel Medioevo, che offre un ottimo sistema di combattimento facile da imparare ma difficile da padroneggiare, riuscendo a brillare grazie alle sue armi migliori, la sua capacità di fondere la teatralità di un epico film di Hollywood con l'onnipresente umorismo, garantendo innumerevoli ore di divertimento". Il sito web francese Jeuxvideo.com ha definito il gioco "divertente, grazie all'umorismo costante, accessibile e piacevole, in grado di dare al giocatore la sensazione di trovarsi coinvolto in un vero combattimento medievale, anche grazie alle mappe uniche, ricche e ingegnose e al sound design che accentua le sottigliezze del gameplay", affermando che "nonostante i numerosi errori tecnici che presenta la versione per PlayStation 4 e il contenuto un po' incompleto al momento del lancio, Torn Banner Studios è riuscita nell'intento di ampliare e modernizzare la formula della prima opera". 
Secondo Multiplayer.it il gioco offre "un sistema di combattimento solido e sorprendentemente soddisfacente, che tuttavia non viene quasi mai sfruttato nel concreto in scontri dove spesso è la superiorità numerica a dettare legge", apprezzando in particolare "la struttura ricca, una connessione in crossplay solidissima e le epiche battaglie su larga scala rese in maniera spettacolare", ma lamentando "l'eccessivo caos che rende difficoltoso coordinarsi con i compagni di squadra e la rilevazione delle collisioni talvolta discutibile", affermando infine che Chivalry 2 è "un epico simulatore di battaglie medievali con molte sfaccettature che, nonostante alcuni difetti, svolge egregiamente il proprio lavoro". PC Gamer ha giudicato Chivalry 2 "un avvincente e teatrale gioco di guerra medievale, nonché uno dei migliori videogiochi sul Medioevo in circolazione", apprezzandone in particolare il sistema di combattimento, le mappe e "la personalizzazione dei personaggi sorprendentemente dettagliata", ma lamentandone "l'atmosfera casual che smentisce in qualche modo il complesso e impegnativo sistema di combattimento corpo a corpo", "i movimenti dei personaggi troppo rigidi" e "le deludenti abilità speciali delle classi, percepibili più come una distrazione che come un'aggiunta divertente". Rock Paper Shotgun è stato più critico verso il gioco, avendolo definito "un simulatore di combattimenti all'arma bianca intriso di sangue e con tonnellate di umorismo che, a causa di un combattimento semplice e basico, si riduce a un putiferio ridicolo ed esagerato, un caos in cui cavalieri vengono catapultati attraverso il campo di battaglia e fanti si lanciano trote l'un l'altro in un panico senza fiato" e "un orribile bagno di sangue con partite che possono rivelarsi divertenti e soddisfacenti oppure deludentemente brevi". Screen Rant ha descritto il gioco come "un divertimento immenso, che riesce a superare di gran lunga il suo predecessore e altri videogiochi dello stesso tipo grazie alla sua natura competitiva che si combina magnificamente col suo grande sistema di combattimento corpo a corpo", affermando che "la quantità di animazioni apparentemente uniche che si intrecciano in una cacofonia di carneficine è la ragione per cui Chivalry 2 brilla davvero". Shacknews ha elogiato il lavoro di Torn Banner e Tripwire, sostenendo che queste ultime "hanno riversato un grande amore in Chivalry 2, un amore visibile nel delizioso sistema di combattimento, nelle mappe e negli obiettivi meravigliosamente estesi, nelle classi e nella personalizzazione del personaggio giocante", definendo il gioco "un vasto PVP come nessun altro che regala un'esperienza limitabile solo dalla profondità assoluta dell'ilarità fisica che trasmette il gioco stesso". The Games Machine ha trovato il gioco "tanto impegnativo quanto divertente, grazie a un mix tra un ritmo davvero tirato e un sistema di combattimento complesso il giusto", lodandolo per "gli intensi e caotici combattimenti all'arma bianca, le missioni varie e le mappe ricche di dettagli e opportunità tattiche", ma criticandolo per l'assenza di una campagna singleplayer e la carenza delle mappe disponibili.

## Prequel
Nel 2012 Activision e Torn Banner Studios hanno pubblicato su PlayStation 3, Xbox 360, Microsoft Windows e Linux il prequel del videogioco, Chivalry: Medieval Warfare, basato sulla mod gratuita Age of Chivalry di Half-Life 2. Si tratta del primo progetto di sviluppo di Torn Banner su PC, finanziato da Kickstarter. Le versioni PlayStation 3 e Xbox 360 sono state sviluppate da Mercenary Technologies, mentre Hardsuit Labs (nel 2018 acquisita da Paradox Interactive) ha sviluppato le versioni per PlayStation 4 e Xbox One.